# Pine Grove (Virginia Occidental)
Pine Grove es un pueblo ubicado en el condado de Wetzel en el estado estadounidense de Virginia Occidental. En el Censo de 2010 tenía una población de 552 habitantes y una densidad poblacional de 562,34 personas por km².

## Geografía
Pine Grove se encuentra ubicado en las coordenadas 39°33′49″N 80°41′5″O / 39.56361, -80.68472. Según la Oficina del Censo de los Estados Unidos, Pine Grove tiene una superficie total de 0.98 km², de la cual 0.91 km² corresponden a tierra firme y (7.12%) 0.07 km² es agua.

## Demografía
Según el censo de 2010, había 552 personas residiendo en Pine Grove. La densidad de población era de 562,34 hab./km². De los 552 habitantes, Pine Grove estaba compuesto por el 98.91% blancos, el 0% eran afroamericanos, el 0.18% eran amerindios, el 0% eran asiáticos, el 0% eran isleños del Pacífico, el 0.72% eran de otras razas y el 0.18% pertenecían a dos o más razas. Del total de la población el 0.72% eran hispanos o latinos de cualquier raza.